# Lulworthia kniepii
Lulworthia kniepii är en svampart som först beskrevs av Ade & Bauch, och fick sitt nu gällande namn av Franz Petrak 1957. Lulworthia kniepii ingår i släktet Lulworthia och familjen Lulworthiaceae.   Inga underarter finns listade i Catalogue of Life.